# Saint-Simon-de-Pellouaille
Saint-Simon-de-Pellouaille è un comune francese di 531 abitanti situato nel dipartimento della Charente Marittima nella regione della Nuova Aquitania.

## Società

### Evoluzione demografica
Abitanti censiti